# П'ята графа

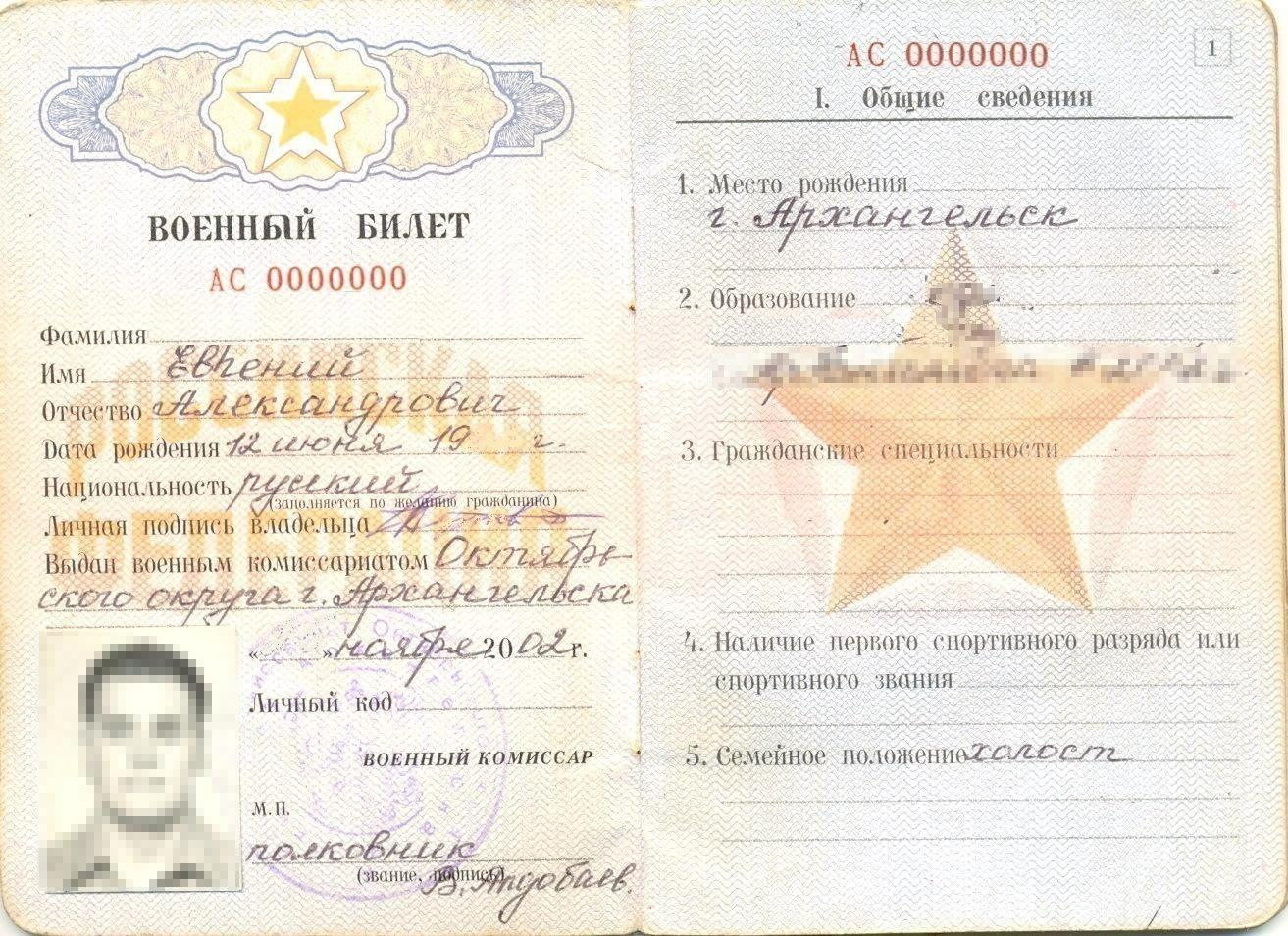
Військовий квиток (виданий у 2002 році) із зазначенням національності у п'ятій графі (на лівій сторінці).

П'ята графа або п'ятий пункт — вираз, що вживається в переносному значенні, що означає вказівку в документах національності як факту належності до певної етнічної спільності.

## У СРСР
У СРСР графа номер 5 для вказівки національності була у формулярі Особистого листка з врахуванням кадрів паспортних органів МВС СРСР (а не в паспорті, як часто помилково вважається), на підставі якого оформлювався паспорт; а також у таких же листках відділів та управлінь кадрів усіх державних організацій.
У Радянському Союзі вказівка національності в паспорті та інших документах, що засвідчують особу, мала обов'язковий характер. Національність громадянина записувалася до цієї графи на підставі національності батьків (або одного з них). Якщо їхня національність була різною, то відповідно до Постанови РМ СРСР «Про паспортну систему в СРСР» від 28 серпня 1974 року громадянин мав право обирати національність батька або матері при отриманні ним першого паспорта після досягнення 16-річного віку. Після цього він не мав права змінювати національність. У дітей віком до 16 років національність визначалася (за потреби), зазвичай, по батькові.
При цьому людина могла визначати свою національну приналежність тільки з-поміж офіційно визнаних народів, які проживали на території СРСР, за Списком національностей СРСР, який вперше був складений у 1924—1926 роках.
Найчастіше, якщо національність одного з батьків була «проблемною» (наприклад, єврей, німець, кримський татарин тощо), людина вибирала собі національність іншого батька, більш прийнятну (російську, українську, білоруську тощо).
Якщо в сталінському СРСР «національна політика» доходила до репресій за національною ознакою або депортацією цілих народів, то в післясталінський час наявність у документах графи «національність» дозволяла державі негласно та неофіційно проводити в життя «м'які форми» дискримінації та обмеження цілих етносів у цивільних правах. Це стосувалося насамперед таких сфер життя, як право на проживання на певних територіях СРСР, право на професію, освіту та місце роботи. Якщо на територіях окремих національних республік дискримінаціям могли зазнавати місцеві меншини (нетитульні народи в національних республіках), то на всій території СРСР постійному негласному утиску піддавалися представники таких народів, як євреї, німці, кримські татари, греки, турки-месхетинці, — під час прийому на роботу, вступу до вузів, в аспірантуру, кар'єрного просування та зайняття керівних посад, присудження державних нагород та почесних звань, членства в державних органах управління та радянських представницьких організаціях, поїздок за кордон тощо. Звідси пішов іронічний вираз «інвалід п'ятої групи», що означало людину, що має «невідповідну» національність.

## В наш час
У більшості країн світу співзвучний термін (наприклад, англ. nationality) означає не національність (приналежність до етнічної групи), а громадянство. Для позначення етнічного походження використовуються терміни етнічність (англ. ethnicity), етнічна особистість, етнічна приналежність; у паспортах це не вказується.

### В Україні
В Україні національність вказувалася у свідоцтві про народження, але з 2002 року у цьому документі є лише дві графи — для вказівки етнічності батьків. У паспорті такої графи не передбачено. Пропозиції про її повернення в паспорт викликали неоднозначну реакцію. Стаття 24 Конституції України свідчить, що «Громадяни України мають рівні конституційні права та свободи та є рівними перед законом. Не може бути привілеїв або обмежень за ознаками раси, кольору шкіри, політичних, релігійних та інших переконань, статі, національного та соціального походження, майнового стану, місця проживання, за мовними чи іншими ознаками», роблячи графу про національність неконституційною.

### У Російській Федерації
За ухвалою Конституційного суду РФ, «національність не може мати юридичного значення для статусу громадянина. За Конституцією, громадянство РФ є єдиним і не залежить від підстав його набуття». Попри це, наявність у людини «невідповідної» національності може стати джерелом неприємностей і в наш час.
Скасування в 1990-і роки згадки національності в паспорті в Російській Федерації, а потім її поновлення, але вже в необов'язковому порядку, викликає бурхливі політичні дискусії. При цьому графа «національність» (батьків) існує у свідоцтві про народження, яка заповнюється за бажанням батьків дитини, а також у свідоцтві про шлюб та свідоцтво про зміну імені. Графа «національність» досі існує у військовому квитку, щоправда, часто її не заповнюють.
Проблема набагато ширше, ніж наявність або відсутність позначки в паспорті і у контексті зростання міжнаціональної напруженості. Наприклад, Московська Міська Дума запропонувала поправки до «Закону про ЗМІ» із забороною згадування національності злочинців та їхніх жертв.
Нині в Росії право громадян визначати свою етнічну приналежність (національність) самостійно і довільно призвело до цікавого явища: під час перепису населення люди повідомляли про свою приналежність до народів, існування яких як окремих націй під питанням (наприклад, козаки, помори), або взагалі до не існуючих (гобіти, ельфи тощо).
У результаті наказом Російського статуту від 27.01.2010 р. № 74 було затверджено «Алфавітний перелік можливих варіантів відповідей населення… Всеросійського перепису населення 2010 року» (в опитувальному листі національність — пункт № 7). Перелік, що значно збільшився, обмежений 1840 національностями, серед яких, зокрема, представлені «помісь», «радянські», «людина землі», «людина світу», «іноземці», «інтернаціоналісти» та «жителі всесвіту», а також «кацапи», «хохли», «бульбаші», «чухонці», «чалдони», «фараони» та «скобарі».
2 серпня 2021 року МВС Росії повідомило, що не опрацьовує повернення графи «національність» до російського паспорта. «Нині проєкт нормативного правового акта, спрямований на включення до паспорта графи „національність“, у МВС Росії не розробляється», — сказали в прес-центрі МВС.

### У Казахстані
Національність у Казахстані вказується за бажанням власника в паспорті громадянина Республіки Казахстан, посвідченні особи громадянина Республіки Казахстан, дипломатичному паспорті та службовому паспорті Республіки Казахстан. У свідоцтві народження вказуються національності батьків.

### В Латвії
У Латвії у паспорті вказується національність. За бажанням, однак, можна в паспорті «п'яту графу» не вказувати чи змінити.

### В Китаї
У Китаї в посвідченні особи обов'язково вказується одна з 56 офіційно визнаних у країні національностей. Вибирати національність за власним бажанням заборонено, національність зазначається та, яку має один із батьків. Натуралізовані іноземці можуть мати і національність, яка не входить до офіційного списку.

### В Узбекистані
У паспорті громадянина Узбекистану вказівка національності є обов'язковою, поряд із громадянством. У процесі оформлення паспорта чи проїзного документа національність дитини визначається за національністю батьків. Якщо ж батьки належать до різних національностей, то при видачі паспорта чи проїзного документа національність громадянина, чи особи без громадянства записується за національністю батька чи матері залежно від бажання одержувача паспорта чи проїзного документа.

## Інші значення
- У радянських паспортах зразка 1953—1973 років. п'ятим пунктом йшло соціальне становище (а національність — третім).
- Ідіома «п'ятий пункт» («п'ята графа») нерідко використовувалася для позначення саме єврейської національності.